# Колонтаїв
Колонта́їв —  село в Україні, у Краснокутській селищній громаді Богодухівського району Харківської області. Населення становить 1197 осіб. До 2020 орган місцевого самоврядування — Колонтаївська сільська рада.

## Географія
Село Колонтаїв знаходиться на правому березі річки Мерла, вище за течією примикає до села Любівка, нижче за течією на відстані 2 км розташоване село Капранське, на протилежному березі розташовані села Зубівка, Комарівка та Березівка. Через село проходить автомобільна дорога Т 1701 (Т 1702).

## Назва
Свою назву містечко отримало після побудови дерев’яної фортеці, або ж “городовой крепости”  “у Колонтаевского броду”. Отже, назву одержало від річки. Ще учені О. Востоков у 1812 році, а пізніше К.Цілуймо доводили, що назви річок є давнішими за назви населених пунктів. Це стосується великих і середніх річок. Колонтаївка (Колонтаїв) – річка маленька. Маленька сьогодні. А ось у минулому...Відомо, наприклад, що з Бєлгорода до Колонтаєва вантажі переправлялися сухопутнім шляхом, а от з Колонтаєва до Запорозької Січі – тільки водою: Мерлою (Мерлом), далі Ворсклою (Ворсклом), а потім Дніпром. Тож коли Мерла була судноплавною, то й Колонтаївка була не та, що нині.

## Історія
Археологічними розкопками на місцевості, де розташований Колонтаїв знайдено 5 археологічних шарів різних культурних етапів. У XVIII столітті - центр сотні Охтирського слобідського козацького полку. У XIX столітті - слобода Богодухівського повіту Харківської губернії (за даними на 1864 рік мала 658 дворів, 3 церкви, 2017 мешканців чоловічої статі, 2973 - жіночої статі).
Колонтаїв виникає як фортеця, збудована за розпорядженням російського уряду в час будівництва оборонних ліній на Лівобережжі. На місці сучасного Колонтаєва, за свідченням професора Б. А. Шрамка, який проводив в даній місцевості археологічні розкопки, існували давні стоянки людей епохи неоліту, епохи бронзи, скіфського часу. Підтвердженням є знахідка 12 мідних сокир на городищі № 3 та скіфської кераміки на березі річки Мерла, а також на місці курганного могильника з 14 насипів. Ці дані говорять про вигідне господарське становище даної території, її цінність для заснування поселень.
Цікаві відомості про заснування Колонтаївської слободи наводить В.М.Дюмін. Він народився і майже двадцять років проживав у Колонтаєві, а оселившись у Києві, за півстоліття опрацював чимало архівних матеріалів, у тому числі й по рідному краю.
Із статті В.І. Холмогорова, поміщеної в книзі “Чтения в Императорском обществе истории и древностей российских при Московском университете” за 1885 рік, В.М.Дюмін наводить такі дані: “…Лета 7162 (1654 рік від Різдва Христового) августа в 22 день по государеву цареву и великого князя Алексея Михайловича…указу, боярин и воеводы Василий Борисович Шереметев да окольничий Федор Васильевич Бутурлин да дьяк Никита Головнин ездили из Белгорода для осмотра по валу всяких крепостей и чтоб в которых местах учинить какие крепости и заступу, а по осмотру боярина и воеводы Федора Васильевича Бутурлина да дьяка Никиты...  на реке Мерлу, меж Колонтаева и Грудцкова бродов, по осмотру окольничего и воеводы Федора Васильевича Бутурлина, велели сделать город  же деревянной, рубленой со всякими ж крепостми”.
З огляду на наведені аргументи, як зазначено в документі, “…город Колонтаев поставлен ... на реке Мерлу меж Колонтаева и Грудцкого бродов, у котором броды хаживали в государевы Украинные и Черкаские городы татаровья с Муромские сакмы, сделан город деревяной, три стены рублены в три угла, вверх до обломов 14 венцов, обломов 4 венца, сверх обломов положено катки и покрыты, а четвертая стена со стороны Мерла поставлена острогом и во всех четырех стенах просечены бойници, а по городу сделаны 3 башни с проезжими вороты да 4 башни на угольные глухие…”.
Фортеця мала в плані форму близьку до квадрата з розмірами по всіх боках близько 60 сажнів. Зайти чи вийти з фортеці можна було через три проїзні вежі: Московську (в північному напрямі), Колонтаївську (на захід) і Грузьку (на схід). Ці вежі були розташовані між чотирма кутовими.
З подальшого опису бачимо, що мова йде не тільки про наявність фортеці “на реке Мерлу”, а й про існуюче при укріпленні поселення, що складалося із переселенців - черкас із Подніпров’я- стрілецької, козацької та пушкарської слобод. Іде згадка також про три церкви, одну - в фортеці, а ще дві - в слободі.
У 50-х роках XVII ст. Колонтаїв, - як стверджує Д. Багалій, - зовсім заселили українці. Відомо також, що в 1655 році в слободі уже жило 218 українських переселенців з отаманом Яковом Котляренком  на чолі.
Заснування Колонтаєва, як підтверджують документи, диктувалося іншими обставинами, ніж заселення всієї Слобідської України. Якщо більшість поселень будувалися лише як заслін проти набігів татар, то Колонтаїв – як перевалочний пункт у зносинах Московії із Запорозькою Січчю. Таких пунктів було два.  Один у Бєлгороді, другий - у Колонтаєві. Накопичені у Бєлгороді вантажі (зброя, порох, свинець, деякий провіант) гужовим транспортом перевозили в Колонтаїв. Тут перевантажували на човни й далі - Мерлою, Ворсклою і Дніпром доправляли до Січі. Документи підтверджують, що так робилося протягом 1685 – 1686 років. І ще один факт. В книзі Георгія Кониського «Історія Росів або Малої Росії» зазначається, що на Мерлі свого часу був обраний гетьманом Карпо Півтора–Кожуха. Рік і точне місце не названі, але логічні розмірковування дають підстави гадати, що таким місцем був саме  Колонтаїв.
Як і багато інших містечок і слобод тодішньої Слобожанщини, Колонтаїв  у XVII – XVIII століттях піддавався набігам татар, але великого розорення чи втрат успішно уникав.
Зате дуже потерпів Колонтаїв під час бойових дій шведів проти московських військ взимку 1709 року. Тоді в слободі були спалені церкви, від пожежі постраждало багато осель.
Фігурує Колонтаїв і в документах, пов’язаних з повстаннями Степана Разіна та Омеляна Пугачова. В 1670 році на Слобожанщині діяв загін донських і запорозьких козаків під орудою соратника Разіна Олексія Хромого (Леска Черкащина). Собі людей він збирав у Валках, Мурафі, Колонтаєві, Опішні (був родом із Опішні).
Після адміністративно-територіальної реформи 1797 року Колонтаїв одержав статус волосного центра.
У 1877 році побудована перша церковноприходська школа. Першою вчителькою була Бєль'єва Дар'я Романівна та піп  Євкентій. Навчання велося для дітей лише заможних селян. Перші уроки – Закон Божий, арифметика, письмо викладалися російською мовою.

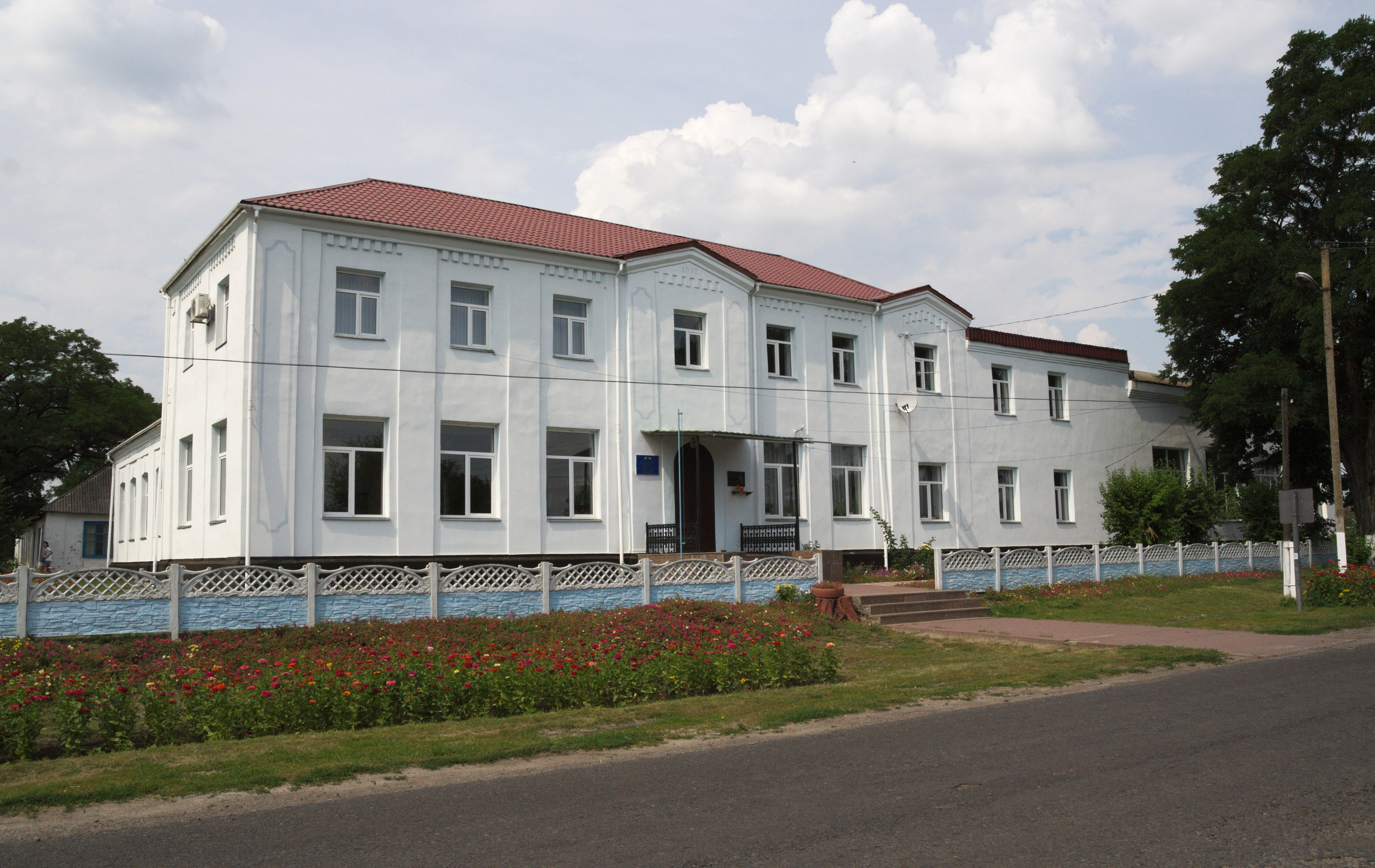
Будівля школи

В роки заворушень 1905-1907 років селяни Колонтаївської волості  вдалися до самовільного розподілу панської землі. За це організатори даної справи І. Семененко та К. Голуб були посаджені в «холодну».
У ході визвольних змагань у Колонтаєві кілька разів змінювалась влада. Остаточно радянська окупація ствердилась у 1920 році.
У 1927 році в Колонтаєві організовано Райвиконком. У роки НЕПу в Колонтаєві працювали кредитні товариства, виробничі спілки. В 1928 році в Колонтаєві діяла комуна «Комсомолець». До її складу входили Кушнеренко Семен Якович, Чичиба Ася Родіонівна. В 1929 році в селі був організований колгосп, комуна увійшла до його складу. Перед війною в Колонтаєві налічувалось 6 колгоспів.
У 1932-1933 роках село постраждало, внаслідок Голодомору.
У жовтні 1941 року село захопили німецькі війська, сільським старостою призначено Ясінського.

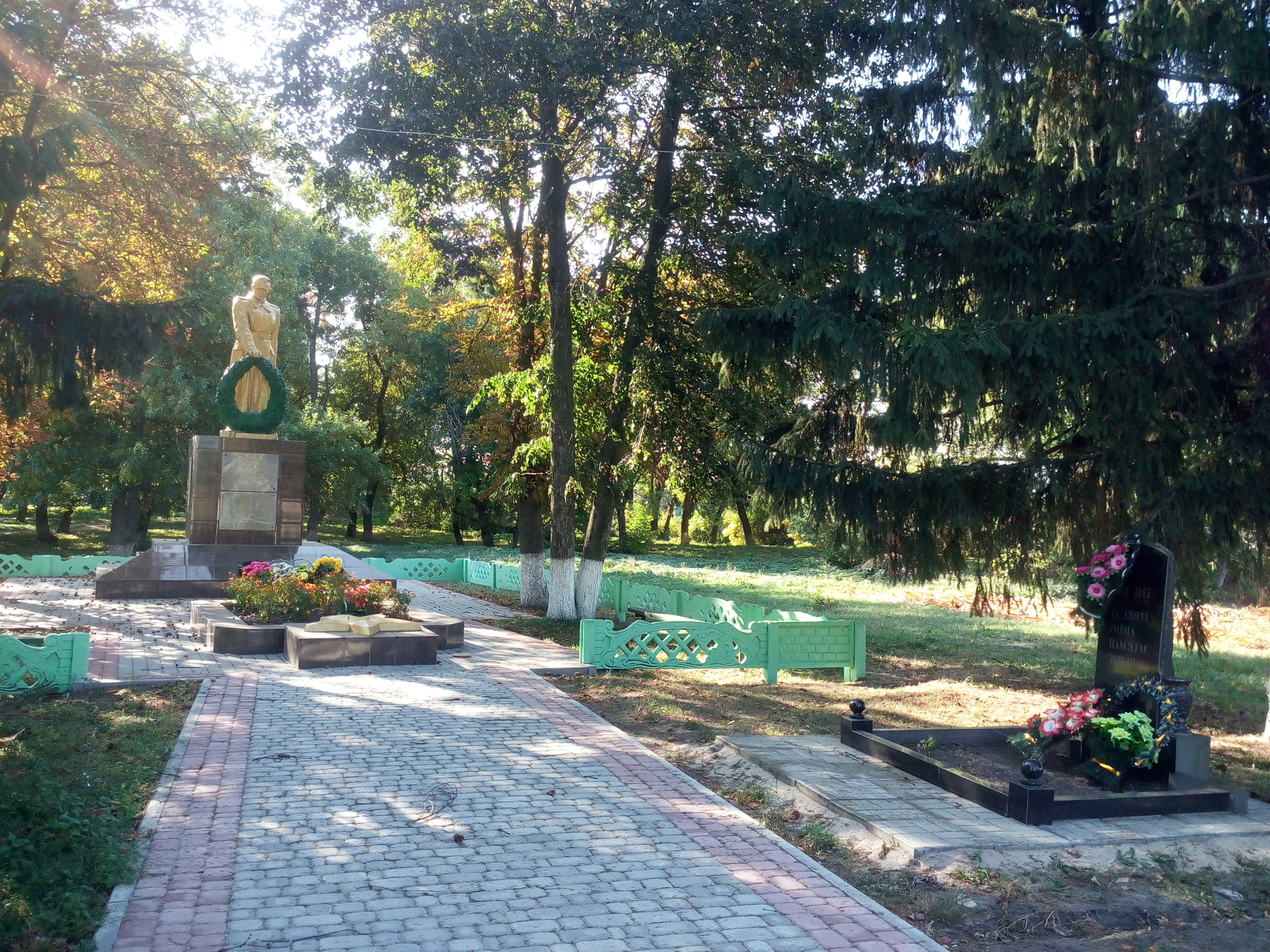
Братська могила. Поховано 1009 воїнів

У 1991 році село повернулось під українську юрисдикцію.
12 червня 2020 року, розпорядженням Кабінету Міністрів України № 725-р «Про визначення адміністративних центрів та затвердження територій територіальних громад Харківської області», увійшло до складу Краснокутської селищної громади.
19 липня 2020 року, в результаті адміністративно-територіальної реформи та ліквідації Краснокутського району, село увійшло до складу Богодухівського району.